# أرجنتينا دياز لوزانو
أرجنتينا دياز لوزانو (5 ديسمبر 1909 - 13 أغسطس 1999) هو الاسم المستعار للكاتبة الهندوراسية أرجنتينا بويسو ميخيا. صحفية وروائية كتبت بأسلوب رومانسي مع موضوعات نسوية. فازت بالعديد من الجوائز عن كتبها، بما في ذلك جائزة الكتزل الذهبي من غواتيمالا، وجائزة رامون روزا للأدب الوطني في هندوراس، و«وسام كروزيرو دو سود» من البرازيل. قبلتها أكاديمية هندوراس للغة، وهي المرأة الوحيدة في أمريكا الوسطى التي دخل عملها رسميًا في المنافسة على جائزة نوبل للآداب.

## سيرة ذاتية
هناك خلط في سنة ميلاد بويسو ميخيا فيما إذا كانت ولِدت في الأعوام 1909 و1910 و1917، ولكن المتفق عليه عمومًا في 15 ديسمبر 1912 في سانتا روزا دي كوبان، هندوراس، لوالديها: رجل الأعمال مانويل بويسو بينيدا وترينيداد ميخيا. التحقت بكوليجيو ماريا أوكسيليادورا في تيغوسيغالبا بين عامي 1925 و1928 ثم أكملت تعليمها الثانوي في أكاديمية الاسم المقدس في تامبا، فلوريدا. في عام 1929، تزوجت من بورفيريو دياز لوزانو واعتمدت كلا لقبيه كاسم أدبي لها. تخرجت بدرجة في الصحافة من جامعة سان كارلوس دي غواتيمالا.
بدأت الكتابة للصحف أثناء دراستها في غواتيمالا ونشرت مقالات في دياريو دي سنتروأمريكا، ولا هورا، وإل إمبارسيال، وبرينسا ليبر، وفي وقت ما كان لها عمود أسبوعي يسمى (أيام الخميس الأدبية) ونُشر في العديد من الصحف الغواتيمالية. نُشرت روايتها الأولى درر مسبحتي (قصص) عام 1930 وتبعتها عدة روايات أخرى. جاء أول تقدير مهم لها في عام 1944 مع رواية الحج، التي فازت بجائزة الأدب الأولى في أمريكا اللاتينية في مسابقة رعاها اتحاد البلدان الأمريكية والناشر فارار ورينهارت. أسفرت الجائزة عن نشر كتابها باللغة الإسبانية في سانتياغو، تشيلي، وباللغة الإنجليزية عن طريق فارار ورينهارت تحت عنوان إنريكيتا وأنا، فضلًا عن الاعتراف الأوروبي. بين عامي 1945 و1955، عملت دياز لوزانو في مكتبة معهد الأنثروبولوجيا والتاريخ بجامعة سان كارلوس. شاركت في قضايا نسوية، وحضرت المؤتمر التمهيدي للأمريكيين الدوليين نيابة عن لجنة السلام والحرية في سان بيدرو سولا وتيغوسيغالبا.
نحو عام 1951، طلقت زوجها الأول، واحتفظت باسمه، وفي وقت ما بين عامي 1952 و1954، تزوجت من الدبلوماسي الغواتيمالي داريو موراليس غارسيا. في عام 1956، رافقت دياز لوزانو موراليس إلى بلجيكا، حيث شغل منصب قنصل غواتيمالا في أنتويرب، بلجيكا. أثناء وجودها في أوروبا، درست الفنون الجميلة في جامعة أوتريخت في هولندا ونشرت العديد من الكتب باللغة الفرنسية. عدلت كتابها قصر في الضباب للمسرح بواسطة ليخيا برنال دي سامايو. في عام 1964، فاز الكتاب بجائزة الكتزال الذهبي من غواتيمالا كأفضل كتاب لذلك العام، وعادت دياز لوزانو من بلجيكا لتُعين ملحقًا ثقافيًا لسفارة هندوراس في غواتيمالا. في عامي 1967 و1968، أجرت سلسلة من المقابلات مع نائب رئيس غواتيمالا كليمنتي ماروكين روخاس، وعلى الرغم من أنها لم تتفق بالضرورة مع سياسته، لكنها وجدت فيه شخصية مثيرة للاهتمام. في عام 1968، نُشرت سيرتها الذاتية وحصلت على جائزة «رامون روزا» للأدب الوطني في هندوراس وقبلتها أكاديمية هندوراس للغة، وحصلت على «وسام كروزيرو دو سود» من البرازيل. في عام 1971، بدأت مجلة إستمينيا ونشرت رواية ساعتك تحت الاسم المستعار «سكي يوتو». في عام 1986، نُشرت الرواية تحت اسم الماهوجني وبساتين الفاكهة: رواية. في عام 1973، نشرت تلك السنة الحمراء: رواية، وفي يونيو من ذلك العام ترشحت لجائزة نوبل للآداب. قُبل ترشيحها وترشحت رسميًا للجائزة عام 1974. دياز لوزانو هي المرأة الوحيدة في أمريكا الوسطى التي ترشحت أعمالها رسميًا لجائزة نوبل للآداب.